# پشته (هواشناسی)

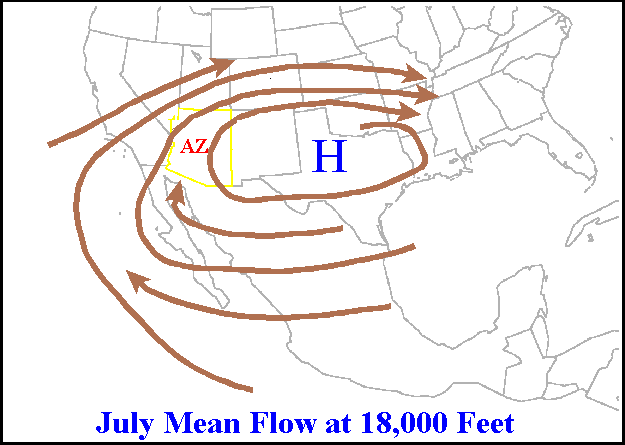
خط پشته که به سمت چپ مرکز پرفشار (H) امتداد می‌یابد.

پشته (انگلیسی: Ridge) یا پشته فشاری (barometric ridge) در هواشناسی به یک ناحیه کشیده با فشار اتمسفری نسبتاً بالا در مقایسه با محیط اطراف گفته می‌شود، بدون این‌که یک گردش بسته باشد. پشته با ناحیه‌ای از حداکثر انحنای واچرخندی جریان باد همراه است. پشته از مرکز یک واچرخند سرچشمه گرفته و بین دو مرکز کم‌فشار و مکان هندسی بیشینه انحنا قرار می‌گیرد که خط پشته نامیده می‌شود. پدیده پشته برعکس حالت ناوه است.

## توصیف
پشته‌ها را می‌توان به دو صورت نشان داد:
- بر روی نقشه‌های هواشناسی سطحی، خطوط هم‌فشار، خطوط ترازی را تشکیل می‌دهند که در آن بیشینه فشار در امتداد محور پشته یافت می‌شود.
- بر روی نقشه‌های هواشناسی سطوح بالای هوا، خطوط همارتفاع زمین‌پتانسیلی، خطوط تراز مشابهی را تشکیل می‌دهند که بیشینه مقدار آن، پشته را مشخص می‌کند.

## هوای مرتبط

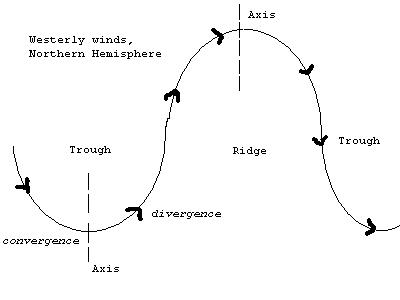
جریان هوا در اطراف ناوه‌ها و پشته‌ها در تروپوسفر فوقانی.

با توجه به جهت بادها در اطراف یک گردش واچرخندی و این واقعیت که سامانه‌های وضع هوا از غرب به شرق حرکت می‌کنند:
- در جلوی یک پشته سطوح بالایی، یک جریان هوا از نواحی قطبی می‌آید و هوای سرد را به‌همراه می‌آورد.
- در پشت یک خط پشته سطوح بالایی، یک جریان هوا از استوا می‌آید و هوای ملایم را به‌همراه می‌آورد.

پشته‌های سطحی، درست مثل مراکز پرفشار، آب و هوای ملایم و پایداری ایجاد می‌کنند زیرا تحت تأثیر همگرایی باد در منطقه فرارَفت تاوایی منفی جلوتر از پشته‌های سطوح بالایی گسترش می‌یابند. حرکت رو به پایین عمودی هوا باعث واگرایی بادهای نزدیک به سطح می‌شود. فرونشینی هوا باعث گرم شدن ستون هوا نسبت به محیط قبلی و بنابراین خشک‌شدن هوا به‌دلیل کاهش رطوبت نسبی می‌شود که اثر آن صاف‌شدن آسمان است.

### پشته جنب‌حاره‌ای

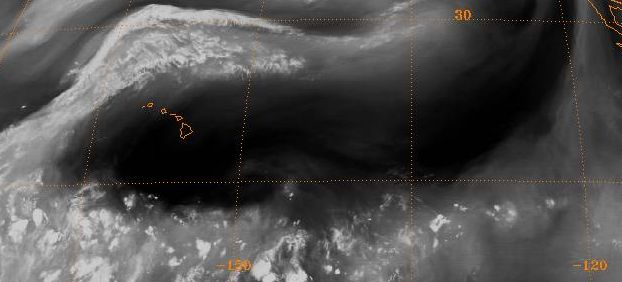
ابرها در پشته جنب‌حاره‌ای پراکنده می‌شوند.

یکی از پشته‌های مهم اتمسفری پشته جنب‌حاره‌ای است. پشته جنب‌حاره‌ای مجموعه‌ای از پشته‌ها در نزدیکی عرض‌های اسبی است با بادهای عمدتاً آرام مشخص می‌شود که با ایجاد مه در طول شب، کیفیت هوای زیر محور خود را کاهش می‌دهد. در ساعات نور روز نیز مه در نتیجه جوّ پایداری که در نزدیکی محل آن یافت می‌شود، وجود دارد.
فرونشینی هوا از تروپوسفر فوقانی که از مرکز آن در لایه‌های سطحی به‌سمت عرض‌های جغرافیایی بالاتر و پایین‌تر در هر نیم‌کره جریان می‌یابد، هر دو پدیده بادهای بسامان و بادهای غرب‌وزان را پدیدمی‌آورد. این پدیده به هدایت چرخندهای حاره‌ای و بادهای موسمی کمک می‌کند.

## انسداد پشته
بندال‌ها در هواشناسی به الگوهای بزرگ‌مقیاس در میدان فشار اتمسفری گفته می‌شود که تقریباً ثابت هستند و مسیر چرخند‌های مهاجر را به‌طور مؤثر «مسدود» کرده یا تغییر می‌دهند. این بندال‌ها می‌توانند چندین روز یا حتی هفته‌ها در جای خود باقی بمانند که این حالت باعث می‌شود مناطق تحت تأثیر آن‌ها برای مدت طولانی همان وضع هوا را داشته باشند (به عنوان مثال، بارش برای برخی از مناطق، آسمان صاف برای برخی دیگر). پشته‌های سطوح فوقانی اغلب با چنین بندال‌هایی، به‌ویژه بندال‌های اُمگا همراه هستند.